# Bharatinder Singh
Bharatinder Singh (* 23. Oktober 1988 in Haryana) ist ein ehemaliger indischer Leichtathlet, der sich auf den Zehnkampf spezialisiert hat und Inhaber des Landesrekordes in dieser Disziplin ist.

## Karriere
Erste internationale Erfahrungen sammelte Bharatinder Singh im Jahr 2005, als er bei den Jugendweltmeisterschaften in Marrakesch mit einer Weite von 6,72 m in der Weitsprungqualifikation ausschied. 2009 belegte er bei den Asienmeisterschaften in Guangzhou mit 6932 Punkten den vierten Platz und im Jahr darauf gelangte er bei den Commonwealth Games in Neu-Delhi mit 7225 Punkten auf den achten Platz, ehe er seinen Wettkampf bei den Asienspielen in Guangzhou vorzeitig beenden musste. Im Juni 2011 verbesserte er in Bengaluru mit 7658 Punkten den indischen Landesrekord, den bisher Jora Singh innehatte, um mehr als 100 Punkte. Anschließend startete er bei den Asienmeisterschaften in Kōbe und gewann dort mit 7358 Punkten die Bronzemedaille hinter dem Iraner Hadi Sepehrzad und Akihiko Nakamura aus Japan. 2013 konnte er seinen Wettkampf bei den Asienmeisterschaften in Pune nicht beenden und setzte damit einen Schlussstrich unter seine aktive sportliche Karriere im Alter von 24 Jahren.

## Persönliche Bestleistungen
- Weitsprung: 7,60 m (+1,3 m/s), 28. Juni 2007 in Pune
- Zehnkampf: 7658 Punkte: 12. Juni 2011 in Bengaluru